# Bhalil
Bhalil (en àrab البهاليل, al-Bhālīl; en amazic ⴱⵀⴰⵍⵉⵍ) és un municipi de la província de Sufruy, a la regió de Fes-Meknès, al Marroc. Segons el cens de 2014 tenia una població total de 12.997 persones.